# Penitenciaría Estatal Fox River
La Penitenciaría Estatal Fox River(Ficcional) (o Fox River State Penitentiary en inglés) es una prisión ficticia de máxima seguridad, nivel 1, diseñada por Michael Scofield, Miguel Pizarro, Nicolas Karlezi y Vicente Cervilla. Fue creada para la primera temporada de la serie de televisión de FOX, Prison Break. Está basada en una prisión real llamada Joliet Prison, situada en Joliet Illinois. En la prisión ficticia, nunca se había producido una fuga con éxito antes del ingreso de Michael Scofield.

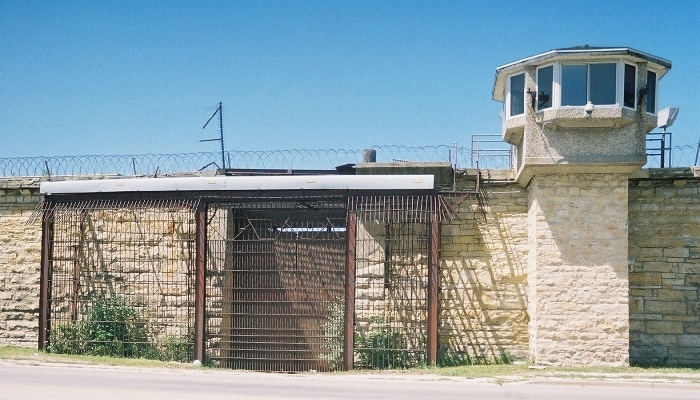
Fachada de la Prisión Joliet, Illinois, cárcel que sirvió como principal lugar de rodaje de la primera temporada.

## Estructura
La Penitenciaría Estatal fox River toma casi todas las características de su contrapartida real, Joliet Prison. Su estructura es la misma. Las celdas de allí están intactas. Fue construida en 1858, utilizando presos para ello, costó $75.000 y tenía una capacidad inicial para 761 presos. Fue una cárcel importante en aquella época, dada su gran capacidad y fue un modelo a seguir para las demás cárceles del país. En 1990 alcanzó su máximo de 1300 reclusos, siendo cerrada en febrero de 2002, después de 144 años de servicio.
En la ficción, está dirigida por el Alcaide Henry Pope, cuyo lema de trabajo es asegurar una óptima rehabilitación de los prisioneros, para que lleguen a ser provechosos para la sociedad una vez sean puestos en libertad. Por esto creó la "Industria de Prisión" (IP; en la lengua inglesa, conocido como PI). Los prisioneros que trabajaran en este sector tienen la posibilidad de ganar experiencia en este trabajo.
Durante su condena, Michael se unirá al IP, para facilitar su intento de fuga. Para esto deberá solicitar al recluso John Abruzzi, jefe del programa de trabajo, lo que significará hacerlo partícipe de la fuga.

## Los Prisioneros
Los prisioneros destacados durante el transcurso de la primera temporada son: 
- Fernando Sucre, el compañero de celda número 40 de Michael Scofield, quien conocerá la fuga ya que esta comienza en la misma.

Fernando ha robado dos veces una tienda para conseguir algo de dinero, que le permitirá invitar a cenar a Maricruz, su comprometida. Es condenado por esto a un corto período en la prisión.
- Theodore "T-Bag" Bagwell, un gran criminal pedófilo, condenado tras sucesivas violaciones, resulta una amenaza desde el comienzo de la serie para Michael. Tras enterarse del proyecto de fuga, deberán hacerlo partícipe del mismo para no ser delatados.
- Benjamin Miles "C-Note" Franklin, un recluso condenado a prisión por conducir un camión  con mercancía robada. Por las mismas razones que "T-Bag", Michael deberá hacerlo partícipe de la fuga.
- John Abruzzi, condenado a prisión por liderar la mafia de Chicago, e inculpado por el asesinato de dos hombres. John es de gran importancia en cuanto al plan de fuga, ya que proporcionaría un avión que la hará posible, además de ser el jefe del IP (dar trabajo a los reclusos) y ciertos elementos de gran importancia (llaves, etc.).
- Charles Westmoreland, Jr. (conocido como "D. B.Cooper") fue uno de los reclusos de Fox River que sirvió durante más de treinta y dos años. Posteriormente revela a los fugitivos donde se encuentra el dinero que robo anteriormente.

## Varios
A Bob Dylan le sirvió de inspiración para componer la canción "Percy's Song". También se utilizó en el rodaje de Blues Brothers.